# Sonate voor piano (Hovhaness)
Sonate voor piano opus 145 van Alan Hovhaness is een compositie voor piano. Het werk moet het doen zonder bijtitel.
De sonate is in de delen 1 en 3 geschreven in de sonatevorm ABA; deel 2 is rustiger qua stijl met nogal wat arpeggi:
1. Allegro
2. Andante
3. Presto

De delen duren ongeveer even lang.

## Discografie
- Uitgave Koch International: Marvin Rosen, piano